# Enrique Paisal
Enrique Paisal Rego (Palmeira, Riveira; 1938) es un acordeonista y pianista español. Fue miembro fundador de Los Tamara. Director del Conservatorio de Ribeira, aun toca y compone.
A los 8 años comienza a estudiar solfeo y acordeón con su padre, Enrique Paisal Pérez.  A los 10 años se traslada a Santiago de Compostela, en donde sigue estudiando solfeo y piano en el conservatorio. También asistió a cursos de solfeo con Ana María Navarrete y de piano con Manuel Carra y Vázquez Sebastián. Además de la carrera superior de piano, hizo hasta 5º de violín.
En 1975 abandonó Los Tamara, para dar clases en el conservatorio de Santiago de Compostela, para hacerse cargo, después, de la escuela de música de Puerto del Son. Siguió trabajando activamente en el mundo de la música y sacó dos discos en solitario.

## Discografía
- 2000 - La vida es una sola
- 2002 - Enrique Paisal, amigas y amigos
- 2009 - Música